# Paranarthrura similis
Paranarthrura similis är en kräftdjursart som beskrevs av Lang 1971. Paranarthrura similis ingår i släktet Paranarthrura och familjen Agathotanaidae. Inga underarter finns listade i Catalogue of Life.